# Stop Whispering
Singles de Radiohead avec Chris Sheldon
Pop Is Dead
(1993) My Iron Lung
(1995)
Stop Whispering est un single du groupe britannique de rock alternatif Radiohead, sorti comme le 4e single du groupe en 1993, et la 4e piste de leur premier album Pablo Honey (1993). Radiohead n'a pas joué cette chanson en concert depuis le milieu des années 1990.

## Histoire
La chanson a été écrite en hommage aux Pixies, un groupe qui a eu une influence importante sur Radiohead à cette époque. Stop Whispering est aussi une des plus anciennes chansons de Radiohead ; elle a été créée alors que le groupe étant encore connu sous le nom On a Friday (entre 1986 et 1991), originellement sur Dungeon Demo.

## Liste des morceaux
1. Stop Whispering (version US)
2. Creep (Acoustique)
3. Pop Is Dead
4. Inside My Head (Live)

La version US a été remixée par Chris Sheldon et a pour particularités des accords et un tempo plus lent que l'original.

## Clip
La vidéo promotionnelle, dirigée par Jeffery Plansker, met en scène Thom Yorke dans un style particulier, avec des cheveux blonds à hauteur des épaules, et portant un costume blanc. Depuis, il a privilégié des habits plus foncés et une coupe de cheveux courte.